# Alfred Döblin
Bruno Alfred Döblin (Stettin, Pomerania, 10 de agosto de 1878 - Emmendingen, 26 de junio de 1957), conocido como Alfred Döblin, fue un novelista, ensayista y médico alemán, mundialmente conocido por su novela Berlin Alexanderplatz (1929). Escritor prolífico cuya obra abarca más de medio siglo y una amplia variedad de movimientos y estilos literarios, Döblin es una de las figuras más importantes del modernismo literario alemán. Sus obras completas comprenden más de una docena de novelas que varían en género, desde novelas históricas hasta ciencia ficción y novelas sobre la metrópoli moderna; varios dramas, obras de radio y guiones; una verdadera historia de crimen; una cuenta de viaje; dos tratados filosóficos de longitud de libro; decenas de ensayos sobre política, religión, arte y sociedad; y numerosas cartas: sus obras completas, republicadas por Deutscher Taschenbuch Verlag y Fischer Verlag, abarcan más de treinta volúmenes. Su primera novela publicada, Die drei Sprünge des Wang-lung, apareció en 1915 y su novela final, Hamlet oder Die lange Nacht nimmt ein Ende se publicó en 1956, un año antes de su muerte.
Nacido en Stettin, Alemania (ahora Szczecin, Polonia), de judíos asimilados, Döblin se mudó con su madre y sus hermanos a Berlín cuando tenía diez años después de que su padre los abandonara. Döblin viviría en Berlín durante casi todos los siguientes cuarenta y cinco años, interactuando con figuras clave de la escena cultural alemana de la preguerra y de la era de Weimar como Herwarth Walden y el círculo de expresionistas, Bertolt Brecht y Thomas Mann. Solo unos años después de su ascenso a la celebridad literaria con la publicación de 1929 de Berlin Alexanderplatz, Döblin se vio obligado a exiliarse por el auge del nazismo. Pasó 1933-1940 en Francia y luego se vio obligado a huir nuevamente al comienzo de la Segunda Guerra Mundial y la ocupación alemana de Francia. Como muchos otros emigrantes alemanes, pasó los años de guerra en Los Ángeles, donde se convirtió al catolicismo. Se mudó a Alemania Federal después de la guerra, pero no se sintió como en casa en el clima cultural conservador de la posguerra y regresó a Francia. Sus últimos años estuvieron marcados por problemas de salud y dificultades financieras, y su trabajo literario se encontró con relativo abandono.
A pesar del estado de culto de Berlin Alexanderplatz, Döblin a menudo se caracteriza como un autor poco reconocido o incluso olvidado. Si bien su trabajo ha recibido una atención crítica cada vez mayor (principalmente en alemán) en las últimas décadas, el público lector lo conoce mucho menos que otros novelistas alemanes como Thomas Mann, Günter Grass o Franz Kafka.

## Biografía

### Orígenes y edad temprana
Bruno Alfred Döblin nació el 10 de agosto de 1878 en la casa de Bollwerk 37 en Stettin (Szczecin), una ciudad portuaria en lo que entonces era la Provincia de Pomerania. Fue el cuarto de cinco hijos nacidos de Max Döblin (1846-1921), un maestro sastre de Posen (Poznań), y Sophie Döblin (1844-1920), apellidada de soltera Freudenheim, la hija de un comerciante. Su hermano mayor era el actor Hugo Döblin. El matrimonio de sus padres se caracterizó por una tensión entre los intereses artísticos multifacéticos de Max, a lo que Döblin luego atribuiría sus inclinaciones artísticas y las de sus hermanos, y el pragmatismo genial de Sophie. Los Döblins eran judíos asimilados y Alfred se dio cuenta de un antisemitismo amplio y social desde el principio.
El matrimonio de sus padres se disolvió en julio de 1888, cuando Max Döblin se fugó con Henriette Zander, una costurera veinte años menor que él, y se mudó a Estados Unidos para comenzar una nueva vida. La catastrófica huida y pérdida de su padre fue un evento central en la infancia de Döblin y sería formativo para su vida posterior. Poco después, en octubre de 1888, Sophie y los cinco niños se mudaron a Berlín y se instalaron en un pequeño y destartalado apartamento en la Blumenstraße, en el este de la clase trabajadora de Berlín. Los padres de Döblin se reconciliaron brevemente en 1889, cuando Max regresó arruinado de América; la familia se mudó a Hamburgo en abril de 1889, pero cuando salió a la luz que Max había traído a su amante con él y llevaba una doble vida, Sophie y los niños regresaron a Berlín en septiembre de 1889.
La sensación de ser desclasado, junto con las experiencias difíciles en la escuela, hizo que este fuera un momento difícil para Döblin. Aunque había sido un buen estudiante desde el principio, a partir de su cuarto año de Gymnasium, su rendimiento escolar tendió a ser mediocre. Además, sus tendencias opositoras contra la severa convencionalidad del sistema educativo patriarcal y militarista wilhelminiano, que contrastaba con sus inclinaciones artísticas y su libre pensamiento, le valieron el estatus de rebelde entre sus maestros. A pesar de su odio por la escuela, Döblin se convirtió en un escritor y lector apasionado, contando a Spinoza, Schopenhauer y Nietzsche, así como a Heinrich von Kleist, Friedrich Hölderlin y Fiodor Dostoyevski entre sus influencias tempranas más importantes. Escribió su primera novela, Jagende Rosse, antes de completar la escuela y la dedicó a los "Manes de Hölderlin". Envió una copia al destacado crítico y filósofo Fritz Mauthner, quien la devolvió unos días después. Sin embargo, deseando esconder sus inclinaciones artísticas de su madre, Döblin había enviado el manuscrito con un nombre falso y no pudo recuperarlo en la oficina de correos; tuvo que reescribirlo por completo.

### Años universitarios y comienzo de su carrera (1900–1914)
Después de recibir su Abitur en 1900, Döblin se matriculó en la Universidad Friedrich Wilhelm (ahora Universidad Humboldt de Berlín) y comenzó a estudiar medicina general. En mayo de 1904 se mudó a Friburgo de Brisgovia para continuar sus estudios, concentrándose en neurología y psiquiatría. Comenzó su disertación ("Disturbios de la memoria en la psicosis de Korsakoff") en el semestre de invierno de 1904-1905 en la clínica psiquiátrica de Friburgo. Su disertación, completada en abril de 1905, fue publicada ese año por Klett Verlag de Berlín. Solicitó becas en Berlín y en Stettin, donde aparentemente fue rechazado debido a sus orígenes judíos, antes de tomar un puesto de corta duración como médico asistente en un asilo regional en Regensburg. El 15 de octubre de 1906 asumió un puesto en la clínica psiquiátrica de Berlín en Buch, donde trabajó como médico asistente durante casi dos años. Luego fue trasladado al hospital de la ciudad "Am Urban", donde se dedicó a la medicina interna con un renovado interés. Abrió su primera práctica privada en octubre de 1911 en Blücherstrasse 18 en el barrio berlinés de Kreuzberg, antes de trasladar la práctica a Frankfurter Allee 184 en el este de la clase trabajadora de Berlín.
Mientras trabajaba en Buch, conoció a Friede Kunke, una enfermera de 16 años de origen protestante con quien se involucró sentimentalmente. En la primavera de 1909 comenzó a ver a Erna Reiss, de 21 años, estudiante de medicina e hija del rico propietario de una fábrica judía. A pesar de su continua relación con Kunke, a instancias de su familia, se comprometió de mala gana con Reiss el 13 de febrero de 1911 y se casó con ella el 23 de enero de 1912; su hermano mayor Hugo y Herwarth Walden fueron los testigos. Durante la primera parte de su compromiso con Reiss, no sabía que Kunke estaba embarazada: su hijo Bodo nació el 14 de octubre de 1911 y fue criado por su abuela, Elise Kunke, en Schleswig-Holstein tras la muerte de Friede por tuberculosis en 1918. Hasta el final de su vida, Döblin mantuvo un vago contacto con Bodo, y su tratamiento de Friede se convirtió en una fuente de culpa duradera. El primer hijo de Döblin con Erna Reiss, Peter Döblin, nació el 27 de octubre de 1912 y fue bautizado protestante.

Retrato de Alfred Döblin, por Ernst Ludwig Kirchner.

Durante sus estudios en Berlín, Döblin había escrito su segunda novela, Der Schwarze Vorhang. La novela retrata el desarrollo de la sexualidad de su protagonista, Johannes, y explora los temas del amor, el odio y el sadismo; en su uso del montaje literario, Der Schwarze Vorhang ya presagia las técnicas radicales que Döblin sería pionero en Berlin Alexanderplatz. Presentado por un conocido mutuo, Döblin conoció a Georg Lewin, un estudiante de música conocido como Herwarth Walden, quien fundó la revista expresionista Der Sturm en 1910. Der Sturm, inspirada en el periódico Die Fackel (La antorcha) de Karl Kraus, pronto contaría a Döblin entre sus contribuyentes más involucrados, y le proporcionaron un lugar para la publicación de numerosas contribuciones literarias y ensayísticas. A través de Walden, Döblin conoció al poeta Else Lasker-Schüler. En reuniones regulares en el Café des Westens en Kurfürstendamm o en el bar de vinos Dalbelli, Döblin conoció el círculo de artistas e intelectuales que se convertiría en el centro del movimiento expresionista en Berlín, incluidos Richard Dehmel, Erich Mühsam, Paul Scheerbart y Frank Wedekind, entre otros. En octubre de 1911 conoció al pintor Ernst Ludwig Kirchner, quien pintó varios retratos de Döblin entre 1912 y 1914 e ilustró algunas de las obras literarias de Döblin. La primera novela de Döblin, Der Schwarze Vorhang, se publicó en Der Sturm, y en noviembre de 1912 la editorial de Múnich Georg Müller publicó su colección de novelas bajo el título Die Ermordung einer Butterblume und andere Erzählungen. En mayo de 1913, completó su tercera novela Die drei Sprünge des Wang-lun. Publicada en 1916, esta novela histórica sobre el levantamiento político en la China del siglo XVIII fue un avance literario para Döblin, lo que le valió la aclamación literaria, el reconocimiento público y el prestigioso Premio Fontane. Comenzó a escribir Wadzeks Kampf mit der Dampfturbine al año siguiente, completándolo en diciembre de 1914, aunque no se publicó hasta 1918.

### Primera Guerra Mundial y años de Weimar (1915–1933)
Para evitar el servicio militar obligatorio, Döblin se ofreció como voluntario en diciembre de 1914 y fue enviado a Saargemünd (Sarreguemines) como médico. A pesar de compartir el entusiasmo generalizado por la guerra entre los intelectuales alemanes, pronto desarrolló una disposición pacifista. Su hijo Wolfgang (matemático franco-alemán, reconocido sólo hasta que se publicaron sus trabajos en el 2000, se quitó la vida en 1940) nació el 17 de marzo de 1915, seguido de los nacimientos de Klaus, el 20 de mayo de 1917, y Stefan, el 7 de diciembre de 1926. En Saargemünd, la familia vivía en un pequeño departamento en Neunkircherstraße 19; debido a su situación financiera, tuvieron que renunciar a su apartamento en Berlín a finales de febrero de 1915.

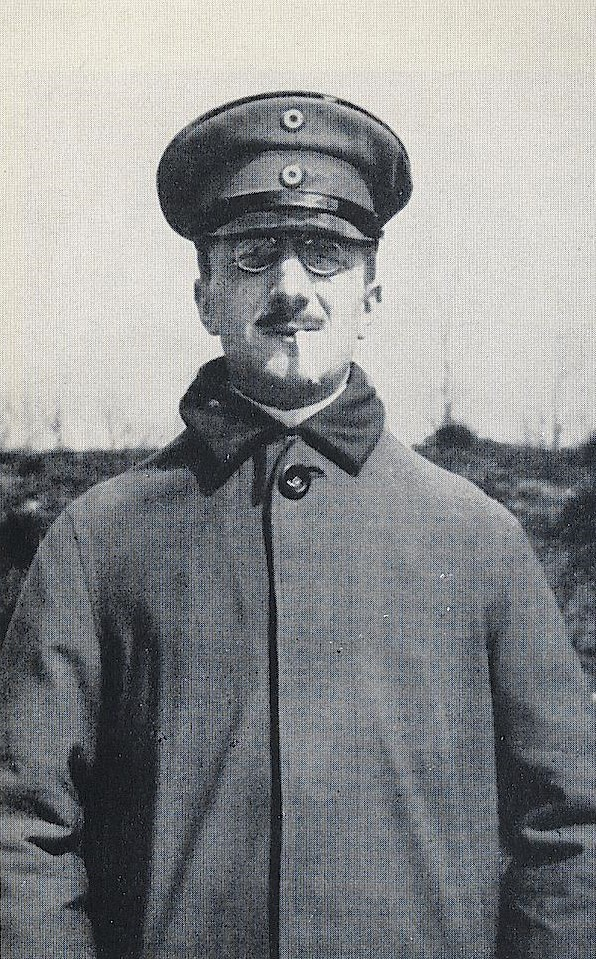
Döblin durante la Primera Guerra Mundial, en 1916.

A finales de agosto de 1916, Döblin recibió el Premio Fontane (incluido un premio monetario de 600 marcos) por Die drei Sprünge des Wang-lun. Tras este reconocimiento, Döblin se puso a trabajar en su novela histórica Wallenstein, ambientada durante la Guerra de los Treinta Años. Döblin tuvo que interrumpir el trabajo en la novela en marzo de 1917 porque había contraído tifus, pero pudo usar la biblioteca de la Universidad de Heidelberg durante su convalecencia en abril y mayo para continuar investigando acerca de ese conflicto. De vuelta en Saargemünd encontró problemas con sus superiores debido al mal trato de los pacientes; el 2 de agosto de 1917 fue transferido a Hagenau (Haguenau) en Alsacia, donde la biblioteca de la cercana Estrasburgo ayudó a completar Wallenstein a principios de 1919.
A principios de 1919, Döblin se mudó a su nuevo departamento y consultorio médico en Frankfurter Allee 340 en Berlín. El período inmediato de la posguerra fue un momento turbulento para él: su situación financiera era grave y la muerte de su hermana Meta el 12 de marzo de 1919 como resultado de una lesión sufrida durante las escaramuzas entre los espartaquistas y las tropas nacionalistas en Berlín mostró cuán volátil era la situación en Alemania fue después de la revolución de noviembre. Los años durante e inmediatamente después de la guerra también marcaron la creciente politización de Döblin; aunque nunca se unió a ningún partido que identificara con la izquierda política. Durante este tiempo, Döblin escribió una serie de ensayos políticos satíricos y polémicos bajo el seudónimo de "Linke Poot", una variación dialéctica de "Linke Pfote" («Pata izquierda»), once de los cuales fueron publicados en 1921 en un volumen llamado Der deutsche Maskenball («El baile de máscaras alemán»).
En febrero de 1921, conoció a la fotógrafa de 21 años Charlotte ("Yolla") Niclas; la estrecha relación romántica entre los dos iba a durar muchos años, a pesar de su diferencia de edad. El mismo año, después de unas vacaciones familiares en la costa báltica, comenzó el trabajo preparatorio de su novela de ciencia ficción Berge Meere und Giganten, que se publicaría en 1924. En 1920, Döblin se unió a la Asociación de Escritores Alemanes (Schutzverband Deutscher Schriftsteller), y en 1924 se convirtió en su presidente. En noviembre de 1921 comenzó a revisar obras para el Prager Tagblatt, y en 1925 se unió al Gruppe 1925, un círculo de discusión de intelectuales progresistas y comunistas que incluía a Bertolt Brecht, Johannes R. Becher, Ernst Bloch, Hermann Kasack, Rudolf Leonhard, Walter Mehring, Robert Musil, Joseph Roth, Ernst Toller, Kurt Tucholsky y Ernst Weiß, entre otros. Probablemente fue Brecht, quien contó a Döblin entre sus influencias significativas, quien le presentó a Erwin Piscator en 1928.

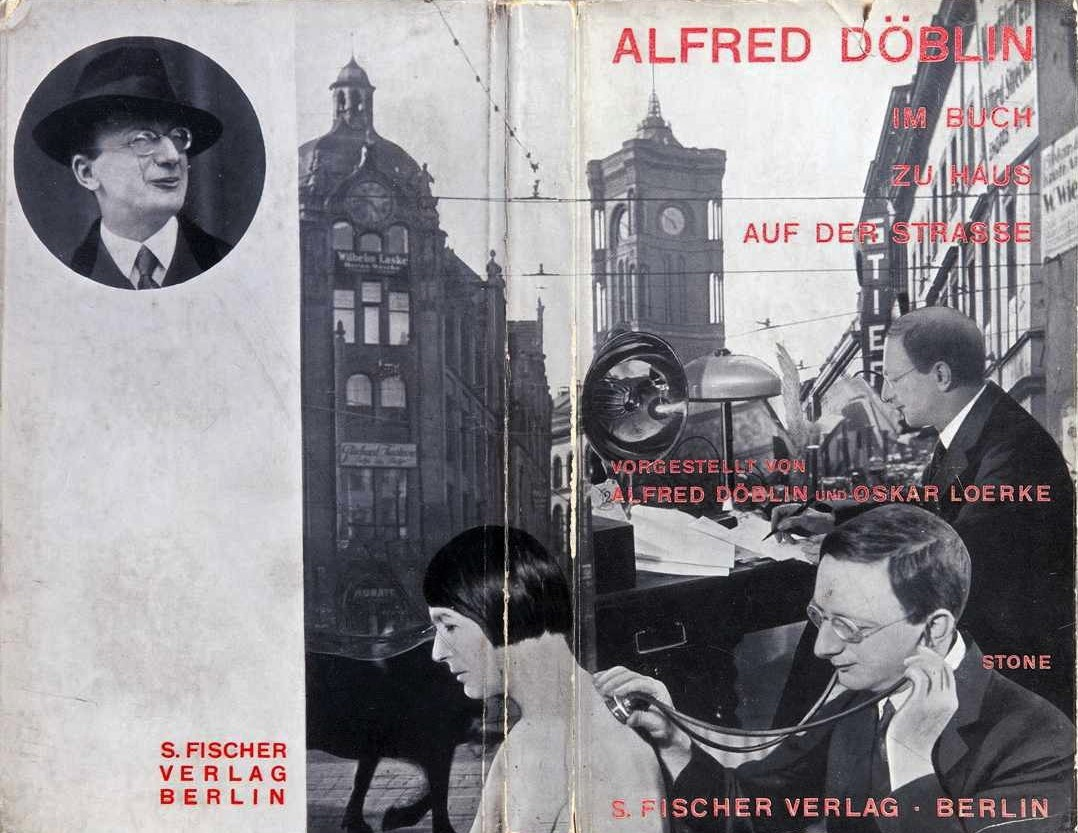
Publicidad de los servicios médicos del doctor Döblin en Berlín (1928).

A finales de septiembre de 1924, emprendió un viaje de dos meses por Polonia, subvencionado por Fischer Verlag y provocado en parte por los pogromos antisemitas en el Scheunenviertel de Berlín de 1923, un evento que despertó el interés de Döblin en el judaísmo. Su descripción de sus viajes a Varsovia, Vilna, Lviv y Cracovia, entre otras ciudades, se publicó en noviembre de 1925 bajo el título Reise in Polen («Viaje a Polonia»). De 1926 a 1927, Döblin trabajó en su épica de verso libre Manas, sobre una figura de la mitología india, que se publicó en mayo de 1927. Manas, como su tratado filosófico Das Ich über der Natur publicado el mismo año, demostró ser un fracaso con el público. Así, a pesar de su continuo ascenso dentro del mundo intelectual de la República de Weimar, en 1928, por ejemplo, fue elegido miembro de la prestigiosa Academia de Artes Prusiana con el apoyo constante de Thomas Mann y el éxito literario y económico siguió eludiendo a Döblin.
Esto cambió con la publicación en octubre de 1929 de su novela Berlin Alexanderplatz, que le valió fama nacional y mundial. Una de las valoraciones más conocidas de la novela es el ensayo de Walter Benjamin, "Die Krisis des Romans" ("La crisis de la novela") que ve en el uso radical del montaje de Berlin Alexanderplatz una solución a los impases de la novela tradicional. Döblin pronto comenzó a transformar Berlin Alexanderplatz en una obra de radio y aceptó escribir el guion de la versión cinematográfica que se estrenó el 8 de octubre de 1931. La década de 1930 marcó el punto culminante de la fama de Döblin. Durante este tiempo se ocupó de conferencias, lecturas y el esfuerzo de contribuir a una respuesta intelectual colectiva al creciente poder de los nacionalsocialistas. Poco más de un mes después de la ascensión de Adolf Hitler al poder, Döblin dejó Alemania y cruzó a Suiza el 2 de marzo de 1933.

### Exilio y últimos años (1933–1957)
Después de una breve estadía en Zúrich, la familia se mudó a París. Los conocidos más cercanos de Döblin durante este tiempo fueron Claire e Yvan Goll, Hermann Kesten, Arthur Koestler, Joseph Roth, Hans Sahl y Manès Sperber. Aquí también vio a Robert Musil, con quien había mantenido una relación esporádica durante más de una década, por última vez. Döblin terminó su novela Babylonische Wandrung a finales de 1933. En 1935, comenzó a trabajar en su Trilogía amazónica, que narra la colonización y cristianización de América del Sur y se publicó en 1937-1938. Durante este tiempo también comenzó a trabajar en su proyecto de novela de cuatro partes, Noviembre de 1918, sobre la revolución en Alemania al final de la Primera Guerra Mundial. Adquirió la nacionalidad francesa en octubre de 1936. En mayo de 1939, visitó brevemente los Estados Unidos para participar en un congreso del PEN en Nueva York. Con otros escritores, se reunió con el presidente Franklin D. Roosevelt en la Casa Blanca y vio de nuevo a su antiguo conocido de Berlín, Ernst Toller, que sufría de depresión severa y se suicidó poco después.

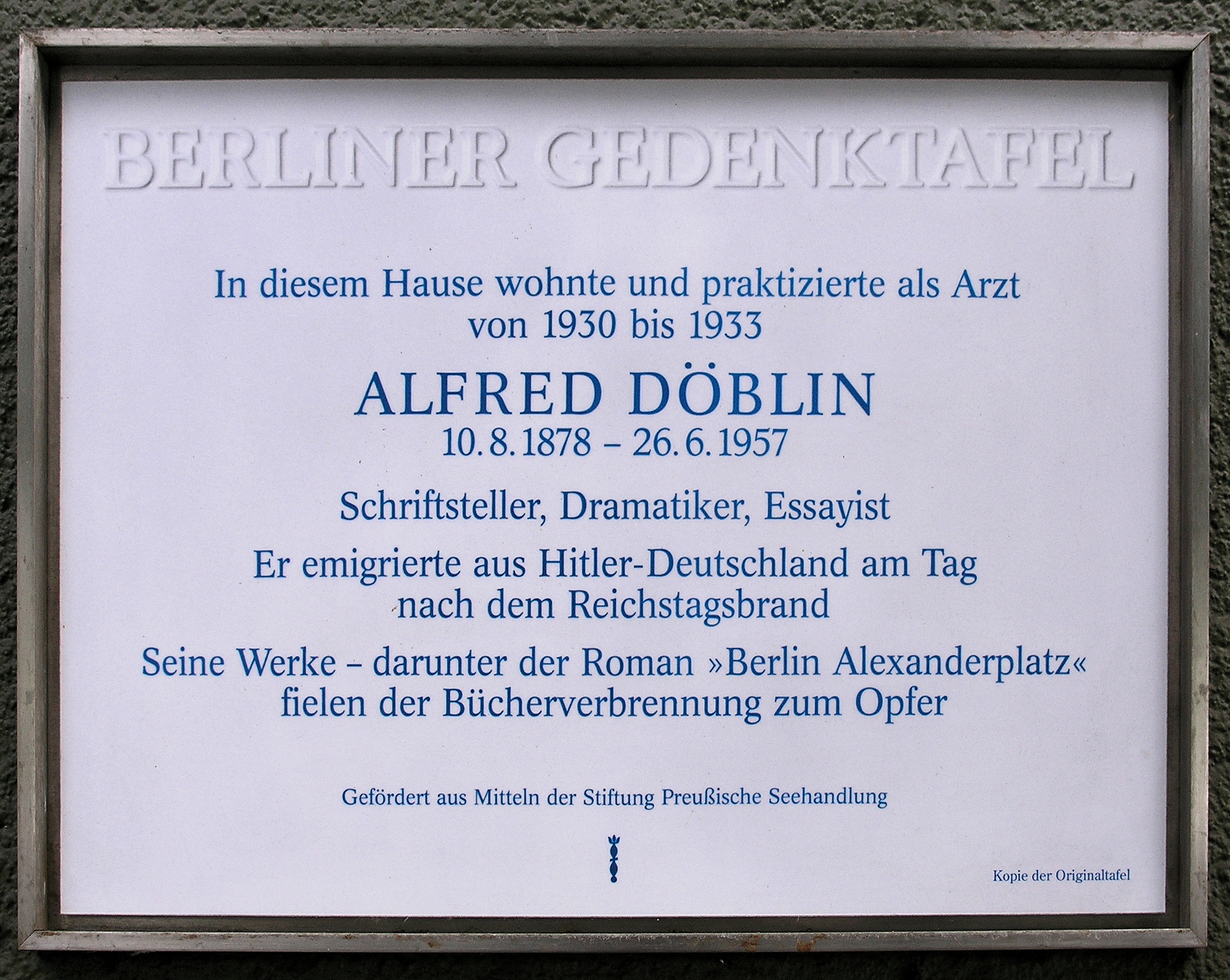
Placa conmemorativa en la residencia de Döblin en Berlín.

Después del comienzo de la Segunda Guerra Mundial, la familia huyó de París, mientras que los manuscritos de Döblin se almacenaron en el sótano de la Sorbona. Entre el comienzo de la guerra en 1939 y la ocupación alemana de Francia en 1940, Döblin trabajó para el ministerio de información francés, escribiendo textos de contra propaganda contra la Alemania nazi con un grupo de germanistas y periodistas franceses, así como artistas como Frans Masereel.
En 1940, a los 62 años, fue desarraigado nuevamente por la invasión alemana de Francia, y pasó semanas en un campo de refugiados en Mende. Durante este tiempo, comenzó a asistir a misa en la catedral de Mende, dando un giro hacia el cristianismo que culminaría con su conversión religiosa al año siguiente. El 3 de septiembre de 1940, Alfred, Erna y Stefan abordaron el Nea Hellas en Lisboa, llegando a Nueva York seis días después; en octubre se mudaron a Los Ángeles. Döblin trabajó brevemente para Metro Goldwyn Mayer escribiendo guiones por $100 a la semana, pero su contrato expiró en octubre de 1941 y no fue renovado, a pesar de las intervenciones de Thomas Mann y otros. Alfred, Erna y Stefan fueron bautizados como católicos en la iglesia del Santísimo Sacramento de Hollywood el 30 de noviembre de 1941.
Döblin completó su trabajo con Noviembre de 1918 en la primavera de 1943, pero no pudo encontrar un editor. La única obra suya que se publicó en alemán durante su exilio estadounidense fue una impresión privada de 250 copias del episodio de Nocturno de Noviembre de 1918. Döblin estaba amargado por su aislamiento y retrocesos en el exilio, haciendo una fuerte distinción entre su propia situación y que de escritores más exitosos menos oprimidos por preocupaciones materiales, como Lion Feuchtwanger y Thomas Mann. En honor a su 65 cumpleaños, Helene Weigel organizó una fiesta el 14 de agosto de 1943 en Santa Mónica. Asistieron Thomas Mann, Franz Werfel, Lion Feuchtwanger y Bertolt Brecht, entre otros. Heinrich Mann pronunció un discurso, Fritz Kortner, Peter Lorre y Alexander Granach leyeron en voz alta las obras de Döblin, y recibió breves felicitaciones y elogios de Brecht, Max Horkheimer y Alfred Polgar, entre otros. Se realizaron composiciones de Hanns Eisler, y Blandine Ebinger cantó canciones de Berlín. Sin embargo, las festividades se atenuaron cuando Döblin dio un discurso en el que mencionó su conversión al catolicismo; el tono religioso y moral resultó alienante, y cayó en oídos poco comprensivos.
En 1945, el hijo de Döblin, Stefan, de 18 años, fue llamado al servicio militar en el ejército francés. Esa primavera había traído la buena noticia de que Klaus estaba vivo y en Suiza después de un período de trabajo para la resistencia francesa, y las sombrías noticias de que Wolfgang estaba muerto, habiéndose suicidado cinco años antes. En octubre de 1945, Alfred y Erna llegaron a Nueva York, navegando a bordo del Argentine de regreso a Europa. Primero se establecieron en Baden-Baden, donde Döblin trabajó para el gobierno militar francés como representante oficial de la oficina de educación pública; se le encargó la aprobación de manuscritos para su publicación, y se opuso vehementemente a la aprobación de cualquier texto por parte de autores que habían simpatizado con el nacionalsocialismo, como Ernst Jünger o Gottfried Benn. En el clima cultural conservador de la posguerra en Alemania, Döblin no pudo recurrir a su éxito anterior como autor, pero continuó su compromiso literario con una serie de publicaciones y revistas que tenían como objetivo reconstruir la vida intelectual y cultural de Alemania, reintroduciendo la literatura prohibida por los nazis y fomentando el crecimiento de escritores más jóvenes. A pesar de estos esfuerzos, Döblin estaba decepcionado por la aparente continuidad entre los años nazis y el clima de posguerra. Su creciente pesimismo fue alimentado por su sensación de aislamiento y marginación dentro de la escena literaria alemana de la posguerra. En 1953, Alfred y Erna regresaron a París a pesar de la invitación de Brecht y Johannes R. Becher para establecerse en Berlín Este.
Su última novela, Hamlet oder Die lange Nacht nimmt ein Ende, fue publicada en 1956 y fue recibida favorablemente. Los años restantes de Döblin estuvieron marcados por una mala salud (tenía la enfermedad de Parkinson) y largas estadías en múltiples clínicas y hospitales, incluido su alma mater, la Universidad de Friburgo. A través de la intervención de Theodor Heuss y Joachim Tiburtius, pudo recibir más dinero de la oficina de Berlín a cargo de compensar a las víctimas de la persecución nazi; esto, y un premio literario de la Academia Maguncia por la suma de 10 000 DM ayudaron a financiar sus crecientes gastos médicos.
Alfred Döblin murió en el hospital de Emmendingen el 26 de junio de 1957 y fue enterrado dos días después en el cementerio del pueblo en Housseras junto a su hijo Wolfgang. Erna se quitó la vida el 15 de septiembre y fue enterrada junto a Alfred.

## Obra

### Los tres saltos de Wang-lun
Die drei Sprünge des Wang-lun (Los tres saltos de Wang-lun) fue la tercera novela de Döblin (aunque fue la primera en ser publicada como libro) y le valió el Premio Fontane. Publicada en 1916, (aunque data de 1915), esta novela histórica épica narra agitación y revolución en la China del siglo XVIII, y fue recibida favorablemente por los críticos, que elogiaron sus descripciones detalladas y exóticas de China. Wang Lun también influyó en los escritores alemanes más jóvenes, incluidos Lion Feuchtwanger, Anna Seghers y Bertolt Brecht; para este último, Wang Lun proporcionó un impulso para el desarrollo de la teoría del teatro épico. En ventas comerciales, es la novela más exitosa de Döblin después de Berlin Alexanderplatz.

### Wadzeks Kampf mit der Dampfturbine
La novela cómica de Döblin de 1918 se ha visto, en su técnica narrativa experimental, su negativa a psicologizar a sus personajes y sus representaciones de Berlín como metrópolis moderna, como precursora de su conocida Berlin Alexanderplatz. Wadzeks Kampf mit der Dampfturbine (Wadzek contra la turbina de vapor) cuenta la historia de Wadzek, el dueño de una fábrica en una batalla perdida con un competidor más poderoso. Sus contramedidas fútiles y cada vez más delirantes culminan en la fortificación y defensa quijotesca de la casa del jardín de su familia en los suburbios de Reinickendorf. Después de la disipación de este esfuerzo, sufre un colapso y finalmente huye del país, huyendo a bordo de un barco de vapor con destino a América que funciona con las turbinas de vapor de su victorioso competidor. Döblin escribió la novela en el otoño de 1914, sometiéndola a extensas revisiones estilísticas mientras se desempeñaba como médico en el frente occidental; fue publicado en mayo de 1918 por el Fischer Verlag. En su estricto rechazo de un tono trágico, el libro se ganó los elogios de un joven Bertolt Brecht.

### Wallenstein
Aunque la epopeya de Döblin de 1920 sobre la Guerra de los Treinta Años fue recibida favorablemente por los críticos en general, se sintió decepcionado con la recepción porque sintió que había creado en Wallenstein una obra sin igual; como consecuencia, escribió una crítica mordaz de críticas que publicó en 1921 bajo el título Der Epiker, sein Stoff und die Kritik (El poeta épico, su material y crítica). La novela se centra en la tensión entre Fernando II, Emperador del Sacro Imperio Romano y su general, Albrecht von Wallenstein; Wallenstein representa un nuevo tipo de guerra caracterizada por la despiadada Realpolitik y la expansión capitalista, mientras que Fernando se ve cada vez más abrumado por el curso de los acontecimientos y se retira gradualmente de la política por completo. El enfoque de Döblin para narrar la guerra difería de la historiografía prevaleciente en que, en lugar de interpretar la Guerra de los Treinta Años principalmente como un conflicto religioso, la describe críticamente como la consecuencia absurda de una combinación de factores psicológicos nacionales, políticos, financieros e individuales. Döblin vio una fuerte similitud entre la Guerra de los Treinta Años y la Primera Guerra Mundial, durante la cual escribió Wallenstein. La novela se cuenta entre las novelas históricas más innovadoras y significativas de la tradición literaria alemana.

### Berge Meere und Giganten
Esta novela de ciencia ficción de 1924 de Döblin relata el curso de la historia humana desde el siglo XX hasta el siglo XXI, retratándola como una lucha global catastrófica entre manía tecnológica, fuerzas naturales y visiones políticas competitivas. Berge Meere und Giganten (Montañas, mares y gigantes) invoca premonitoriamente temas como la urbanización, la alienación de la naturaleza, la devastación ecológica, la mecanización, la deshumanización del mundo moderno, así como la migración masiva, la globalización, el totalitarismo, el fanatismo, el terrorismo, la vigilancia estatal, ingeniería genética, alimentos sintéticos, cría de humanos, guerra bioquímica y otros. Estilísticamente y estructuralmente experimental, fue considerado como un trabajo difícil cuando salió y a menudo ha polarizado a los críticos. Entre otros, Günter Grass ha alabado la continua relevancia y perspicacia de la novela.

### Manas
Esta épica notable pero casi totalmente descuidada en verso libre precedió inmediatamente a la obra más conocida de Döblin, Berlin Alexanderplatz. Un comentario en su epílogo de la edición alemana de 1955 de su obra maestra de la gran ciudad muestra que ambas obras estaban estrechamente asociadas en la mente de Döblin: era Manas con acento de Berlín, elogiado por su publicación por Robert Musil, entre otros (afirmó ¡con la confianza de que este trabajo debería tener la mayor influencia!) ha atraído extrañamente poca atención de los estudiosos de Döblin.

### Berlin Alexanderplatz
Generalmente considerada la obra maestra de Döblin, Berlin Alexanderplatz se ha convertido en un texto icónico de la República de Weimar. Publicado en 1929, su uso innovador del montaje literario, así como su representación panorámica de una metrópolis moderna le han otorgado un lugar entre las obras clave del modernismo literario. Berlin Alexanderplatz cuenta la historia de Franz Biberkopf, quien, según se abre la novela, acaba de salir de prisión por matar a su amante. Aunque busca ser respetable, rápidamente se ve envuelto en una lucha "con algo que viene de afuera, que es impredecible y parece el destino". Biberkopf sufre una serie de contratiempos y catástrofes, incluido el asesinato de su amante y la pérdida de un brazo. La novela le valió a Döblin reconocimiento mundial y celebridad literaria, y fue traducida al inglés en 1931 por Eugene Jolas, un amigo de James Joyce. Ha sido llevada al cine dos veces, una en la Berlin-Alexanderplatz de 1931, dirigida por Phil Jutzi y protagonizada por Heinrich George como Biberkopf, y luego nuevamente en la película televisiva de 14 partes de 1980 de Rainer Werner Fassbinder. En una encuesta de 2002 de 100 escritores destacados de todo el mundo, Berlin Alexanderplatz fue nombrado entre los 100 mejores libros de todos los tiempos.

### Noviembre de 1918: una revolución alemana
Noviembre de 1918: una revolución alemana (November 1918, eine deutsche Revolution) es una tetralogía novedosa sobre la revolución alemana de 1918-1919. Los cuatro volúmenes: vol. I: Bürger und Soldaten (Burgueses y soldados), vol. II Verratenes Volk (El pueblo traicionado), vol. III, Heimkehr der Fronttruppen (El regreso de las tropas del frente), y vol. IV, Karl und Rosa (Karl y Rosa): en conjunto, comprenden el trabajo más significativo del período de exilio de Döblin (1933-1945). El trabajo fue muy elogiado por figuras como Bertolt Brecht, y el crítico Gabriele Sander ha descrito que Noviembre de 1918 representa la culminación del trabajo de Döblin en el género de la novela histórica.

### Hamlet oder Die lange Nacht nimmt ein Ende
Hamlet oder Die lange Nacht nimmt ein Ende (Cuentos de una larga noche, 1956) fue la última novela de Döblin. Ambientada en Inglaterra inmediatamente después de la Segunda Guerra Mundial, la novela narra la historia de Edward Allison, un soldado inglés que había sido gravemente herido durante la guerra. De vuelta entre su familia, Edward debe lidiar con su trauma de guerra, sus conflictos familiares enterrados durante mucho tiempo y su sentido desestabilizado de sí mismo. La novela trata temas como la búsqueda del yo, la culpa y la responsabilidad, la lucha entre los sexos, la guerra y la violencia, y la religión, entre otros. Döblin escribió la novela entre agosto de 1945 y octubre de 1946, aunque no se publicó hasta una década después. Tras su lanzamiento en 1956 por la editorial de Berlín Oriental Rütten & Loening, la novela fue bien recibida. La referencia a Hamlet en el título alemán probablemente fue motivada por la lectura de Döblin de la interpretación de Sigmund Freud de Hamlet de Shakespeare.

## Obras publicadas en alemán
- 1905 – Tesis doc.: Gedächtnisstörungen bei der Korsakow-Syndrom|Korsakoffschen Psychose. Tropen, Berlín 2006. ISBN 3-932170-86-5
- 1911 – Der Ritter Blaubart, relato
- 1913 – Die Ermordung einer Butterblume (El asesinato de un botón de oro, tr. Mirta Zampieri, Barcelona, Destino, 1990), relatos
- 1915 – Die drei Sprünge des Wang-lun (Los tres saltos de Wang-lun), novela
- 1917 - Die Lobensteiner reisen nach Böhmen (Los de Lobenstein viajan a Bohemia, tr. Javier Orduña, Barcelona, Destino, 1991), relatos
- 1918 – Wadzeks Kampf mit der Dampfturbine, (Wadzek contra la turbina de vapor, tr. Belén Santana, Madrid, Impedimenta, 2012) novela
- 1914-1918 - Alfred Döblin - Meine Adresse ist: Saargemünd, Spurensuche in einer Grenzregion, Recogido por Ralph Schock, Goldensstein, Merzig, 2010 ISBN 978-3-938823-55-2
- 1920 – Wallenstein, novela
- 1924 – Die beiden Freundinnen und ihr Giftmord, relatos
- 1924 – Berge, Meere und Giganten (Montes, mares y gigantes), novela (1932 abreviado: Giganten)
- 1925 – Reise in Polen, reportaje
- 1927 – Manas, Versepos (zum Stoff, dem kirgisischen Nationalepos Manas, siehe Manas, novela
- 1927 – Der Feldzeugmeister Cratz. Der Kaplan, cuentos, Berlín 1927
- 1929 – Berlin Alexanderplatz (tr. Miguel Sáenz, Barcelona, Bruguera, 1982), novela
- 1930 – Das Wasser. Cantata. Música de Ernst Toch. UA 18. Junio de 1930 Berlín
- 1933 – Unser Dasein
- 1934 – Babylonische Wanderung (Éxodo babilónico), novela
- 1935 – Pardon wird nicht gegeben (No habrá perdón), novela
- 1939 – Bürger und Soldaten 1918, novela (primera parte de November 1918)
- 1946 – Der unsterbliche Mensch.  Ein Religionsgespräch, ensayo
- 1949/1950 – November 1918. Eine deutsche Revolution, novela en cuatro tomos
- 1952 – Der Tierfreund oder Das zweite Paradies (El amigo de los animales, tr. Jorge Seca, Barcelona, Destino, 1994), relatos (de 1935 a 1952)
- 1956 – Hamlet oder Die lange Nacht nimmt ein Ende (Hamlet o la larga noche llega a su fin, tr. Luis Bredlow, Barcelona, Ediciones B, 1989), novela
- Amazonas-Trilogie (Amazonas-Trilogía) (Vol. 1 Das Land ohne Tod, Vol. 2 Der blaue Tiger, Vol. 3 Der neue Urwald)

## Ediciones recientes en español
- Hamlet, Ediciones B, 1989 ISBN 978-84-406-1095-9
- El asesinato de un botón de oro, Destino, 1989 ISBN 978-84-233-1821-6
- Los de Lobenstein viajan a Bohemia, Destino, 1991 ISBN 978-84-233-2004-2
- El amigo de los animales, Destino, 1994 ISBN 978-84-233-2331-1
- Berlin Alexanderplatz, Destino, 2003 ISBN 978-84-233-3507-7; y Cátedra, 2002 ISBN 978-84-376-1997-2
- Fuga y reunión del pueblo judío, Palinur, 2005 ISBN 978-84-934809-4-3
- Las dos amigas y el envenenamiento, El Acantilado, 2007 ISBN 978-84-96834-14-9
- Wadzek contra la turbina de vapor, Impedimenta, 2012 ISBN 978-84-15-13032-1
- Noviembre de 1918 - Burgueses y soldados, Edhasa 2011 ISBN 978-84-350-1045-0
- Noviembre de 1918 - El pueblo traicionado, Edhasa 2012 ISBN 978-84-350-1046-7
- Noviembre de 1918 - El regreso de las tropas del frente, Edhasa 2013 ISBN 978-84-350-1047-4
- Noviembre de 1918 - Karl y Rosa, Edhasa 2014 ISBN 978-84-350-1048-1

## Familia
Su hijo, Wolfgang Doeblin, conocido en Francia como Vincent Doeblin, fue matemático, y su obra sólo se conoció hasta el 2000, cuando se abrió el sobre sellado que había enviado en 1940, meses antes de quitarse la vida en junio de ese año, a la Academia Francesa de Ciencias durante la invasión nazi a Francia. El sobre reveló que él había obtenido resultados importantes acerca de la ecuación de Chapman-Kolmogórov y de la teoría de los procesos de difusión.
Su hermano mayor, Hugo Döblin, fue actor de teatro y de cine, sobre todo durante el cine mudo.

## Lecturas relacionadas
- Becker, Sabina. Döblin Handbuch. Leben – Werk – Wirkung. Stuttgart: J.B. Metzler, 2016. Print.
- Bernhardt, Oliver. Alfred Döblin und Thomas Mann. Eine wechselvolle literarische Beziehung. Würzburg: Königshausen & Neumann, 2007. ISBN 978-3-8260-3669-9.
- Dollenmayer, David B. The Berlin Novels of Alfred Döblin: Wadzek's Battle with the Steam Turbine, Berlin Alexanderplatz, Men Without Mercy, and November 1918. Berkeley: University of California Press, 1988. Print.
- Dollinger, Roland, Wulf Koepke & Heidi Thomann Tewarson (eds.). A Companion to the Works of Alfred Döblin. Rochester, NY: Camden House, 2004, ISBN 1-57113-124-8
- Fore, Devin. "Döblin's Epic: Sense, Document, and the Verbal World Picture." New German Critique. 33.3, 2006. 171–207.
- Fuechtner, Veronika (2011). Berlin Psychoanalytic: Psychoanalysis and Culture in Weimar Republic Germany and Beyond. Berkeley: University of California Press. ISBN 978-0-520-25837-2.
- Harris, Stefanie. "Crisis of the Novel: Döblin's Media Aesthetic." In Mediating Modernity: German Literature and the "New" Media, 1895–1930. University Park, PA: Penn State University Press, 2009. pp. 95–132.
- Koepke, Wulf. The Critical Reception of Alfred Döblin's Major Novels. Rochester, NY: Camden House, 2003.